# Комунистическа партия на Украйна
Комунистическата партия на Украйна (на украински: Комуністична партія України) е крайнолява комунистическа политическа партия в Украйна.
Основана е през 1993 година като продължител на украинския клон на Комунистическата партия на Съветския съюз. Неин лидер е Петро Симоненко, като партията е в коалиция с Партия на регионите на Виктор Янукович.
На парламентарните избори през 2012 година Комунистическата партия на Украйна е четвърта с 13% от гласовете и 32 от 450 места във Върховната рада.
През 2015 г. е забранена във връзка със закона за декомунизация на страната